# Gomené
Gomené [gɔmne] est une commune française située dans le département des Côtes-d'Armor, en région Bretagne.

## Géographie
Goméné est à proximité de la RN 164, future voie express du Centre Bretagne.
| Laurenan  |        | Merdrignac        |
| Plémet    | Gomené |                   |
| Coëtlogon |        | Ménéac (Morbihan) |

### Hydrographie
Pour un article plus général, voir Réseau hydrographique des Côtes-d'Armor.
La commune est située dans le bassin Loire-Bretagne. Elle est drainée par le Ninian, le ruisseau de la Ramée, le Duc, le ruisseau de Cancaval, le ruisseau de la Chotinière et le ruisseau des Prés Marchand,,.
Le Ninian, d'une longueur de 60 km, prend sa source dans la commune de Laurenan et se jette  dans le canal de Nantes à Brest à Val d'Oust, après avoir traversé 16 communes. 

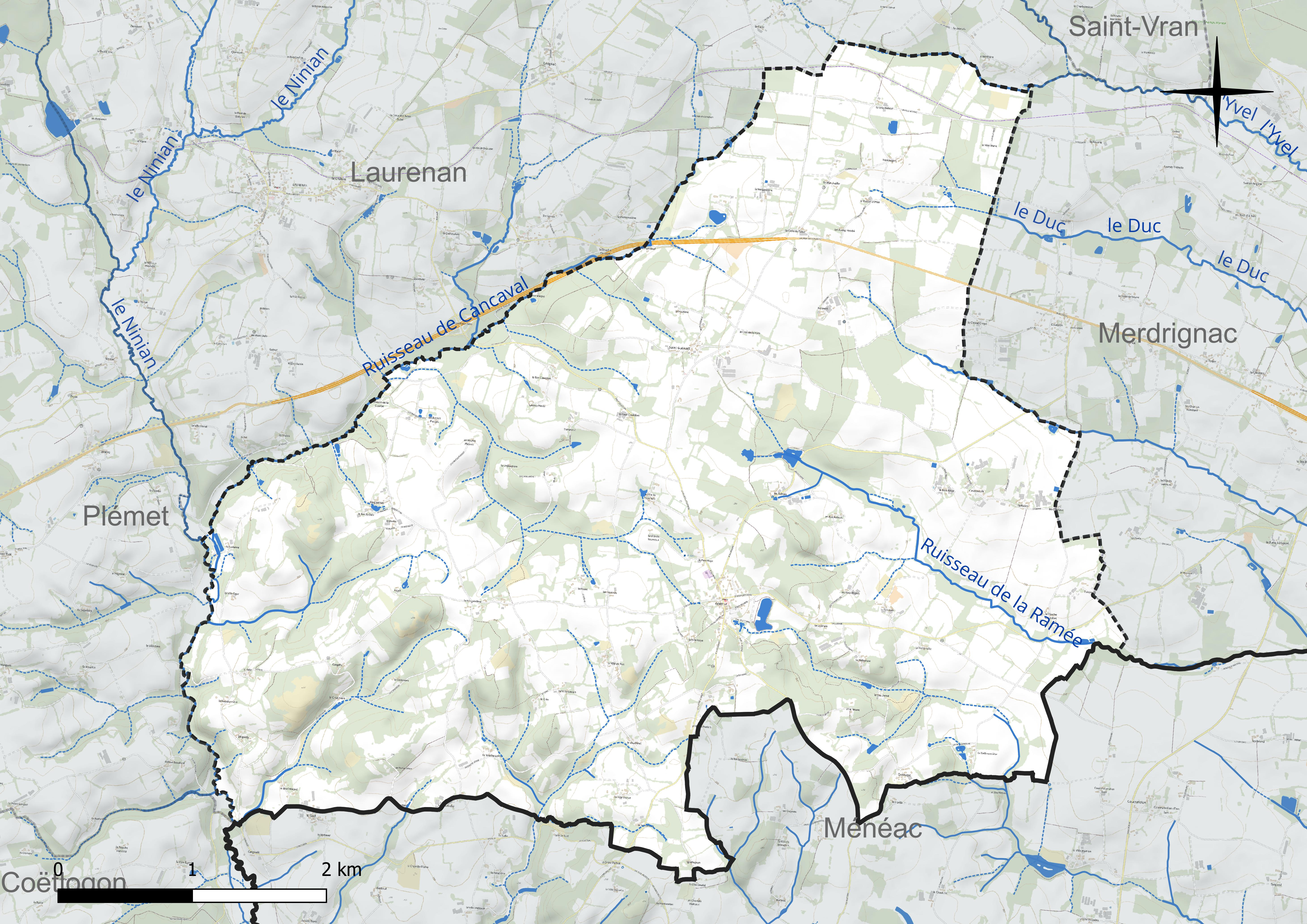
Réseau hydrographique de Gomené.

Le ruisseau de la Ramée, d'une longueur de 11 km, prend sa source dans la commune  et se jette  dans l'Yvel à Merdrignac. 

### Climat
Pour des articles plus généraux, voir Climat de la Bretagne et Climat des Côtes-d'Armor.
En 2010, le climat de la commune est de type climat océanique franc, selon une étude du CNRS s'appuyant sur une série de données couvrant la période 1971-2000. En 2020, Météo-France publie une typologie des climats de la France métropolitaine dans laquelle la commune est exposée à un climat océanique et est dans la région climatique  Finistère nord, caractérisée par une pluviométrie élevée, des températures douces en hiver (6 °C), fraîches en été et des vents forts. Parallèlement l'observatoire de l'environnement en Bretagne publie en 2020 un zonage climatique de la région Bretagne, s'appuyant sur des données de Météo-France de 2009. La commune est, selon ce zonage, dans la zone « Intérieur Est », avec des hivers frais, des étés chauds et des pluies modérées).  
Pour la période 1971-2000, la température annuelle moyenne est de 10,8 °C, avec une amplitude thermique annuelle de 12 °C. Le cumul annuel moyen de précipitations est de 871 mm, avec 13,7 jours de précipitations en janvier et 7,2 jours en juillet. Pour la période 1991-2020, la température moyenne annuelle observée sur la station météorologique la plus proche, située sur la commune de Merdrignac à 6 km à vol d'oiseau, est de 11,7 °C et le cumul annuel moyen de précipitations est de 905,0 mm,. Pour l'avenir, les paramètres climatiques de la commune estimés pour 2050 selon différents scénarios d'émission de gaz à effet de serre sont consultables sur un site dédié publié par Météo-France en novembre 2022.

## Urbanisme

### Typologie
Au 1er janvier 2024, Gomené est catégorisée commune rurale à habitat très dispersé, selon la nouvelle grille communale de densité à 7 niveaux définie par l'Insee en 2022.
Elle est située hors unité urbaine et hors attraction des villes,.

### Occupation des sols
L'occupation des sols de la commune, telle qu'elle ressort de la base de données européenne d’occupation biophysique des sols Corine Land Cover (CLC), est marquée par l'importance des territoires agricoles (77,4 % en 2018), une proportion sensiblement équivalente à celle de 1990 (77,3 %). La répartition détaillée en 2018 est la suivante : 
terres arables (43,3 %), zones agricoles hétérogènes (24,8 %), forêts (22,6 %), prairies (9,3 %). L'évolution de l’occupation des sols de la commune et de ses infrastructures peut être observée sur les différentes représentations cartographiques du territoire : la carte de Cassini (XVIIIe siècle), la carte d'état-major (1820-1866) et les cartes ou photos aériennes de l'IGN pour la période actuelle (1950 à aujourd'hui).

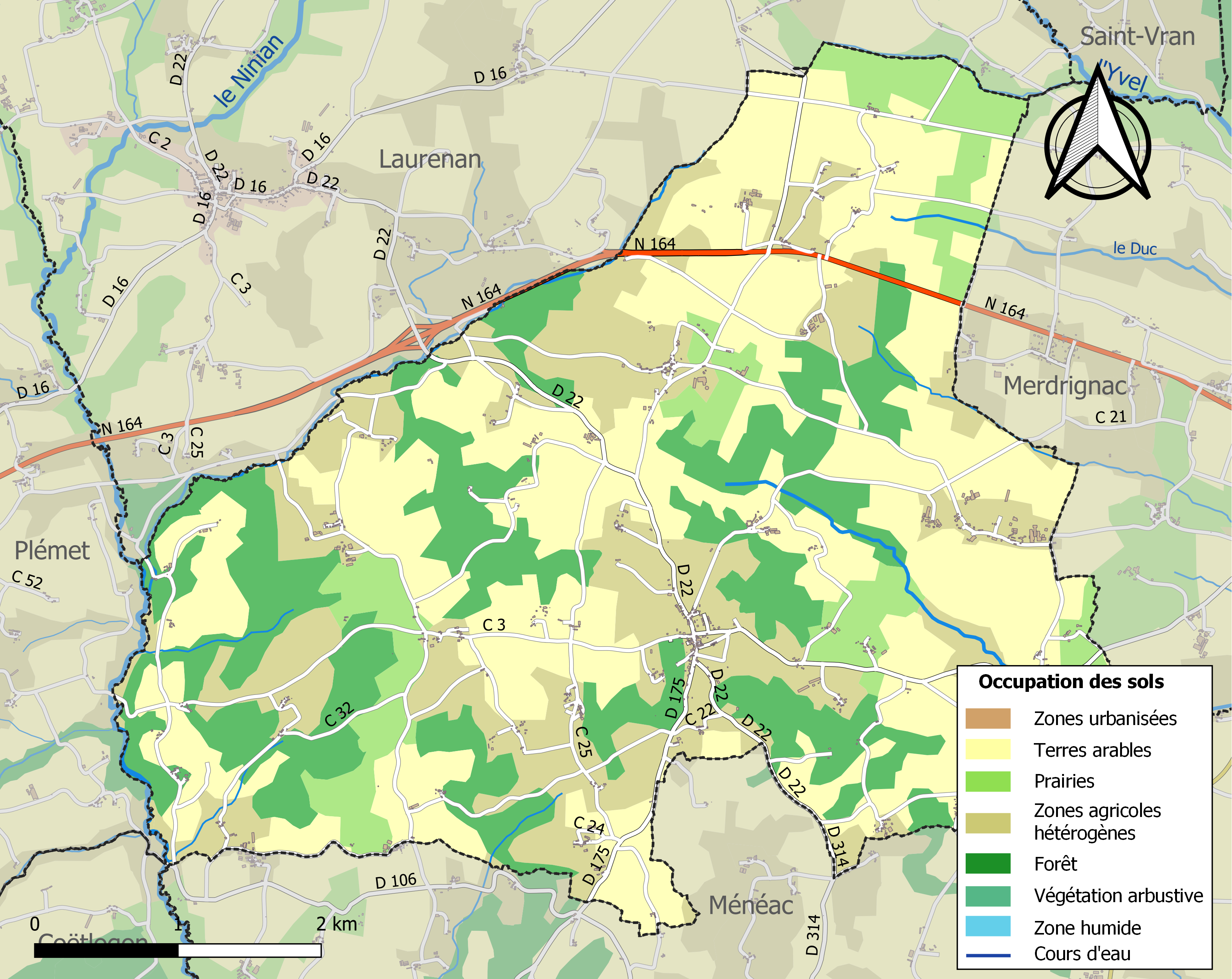
Carte des infrastructures et de l'occupation des sols de la commune en 2018 (CLC).

## Toponymie
Le nom de la localité est attesté sous la forme Gomene en 1268, 1279, Le Gormene en 1298, Gourmene en 1306.
Le nom de la commune est Gouvene en breton, ce qui pourrait venir du vieux breton kemenet, terme désignant un fief[réf. nécessaire].

## Histoire

### Moyen Âge
Une inscription en vieux breton peut se voir sur un bloc de granit au lieu-dit des Aulnays : CED PARTH SO. Cette inscription pourrait signifier « partie donnée ceci ». L'ensemble est interprété comme étant une borne de juridiction et pourrait daté du VIe siècle, faisant de son inscription la plus ancienne inscription langue bretonne de Bretagne.

### LeXXesiècle

#### Les guerres duXXesiècle
Le monument aux morts porte les noms de 87 soldats morts pour la Patrie :
- 79 sont morts durant la Première Guerre mondiale ;
- 7 sont morts durant la Seconde Guerre mondiale ;
- 1 est mort durant la guerre d'Algérie.

## Héraldique
| Blason | Blasonnement : D'argent à la fleur de lys de sable. |

## Politique et administration
| Période                                  | Période              | Identité                                      | Étiquette | Qualité          |
| ---------------------------------------- | -------------------- | --------------------------------------------- | --------- | ---------------- |
|                                          | 19 mai 1912          | François Morin                                |           |                  |
| 19 mai 1912                              | 1er août 1920        | Arsène Gentil                                 |           |                  |
| 1er août 1920                            | 9 mars 1943 (décès)  | Victor Cochon                                 |           |                  |
| 8 avril 1943                             | 22 mars 1959         | Arsène Poupiot                                |           |                  |
| 22 mars 1959                             | 8 avril 1960 (décès) | Jean Lorfeuvre                                |           |                  |
| 26 mai 1960                              | 28 mars 1971         | Ferdinand Gernigon                            |           |                  |
| 28 mars 1971                             | mars 1989            | Jean-Baptiste Poupiot                         |           |                  |
| mars 1989                                | mars 2008            | Jean-Paul Auffray                             |           | Expert comptable |
| mars 2008                                | En cours             | Mickaël Leveau Réélu pour le mandat 2020-2026 | DVG       | Comptable        |
| Les données manquantes sont à compléter. |                      |                                               |           |                  |

## Démographie
| 1793  | 1800  | 1806  | 1821  | 1831  | 1836  | 1841  | 1846  | 1851  |
| ----- | ----- | ----- | ----- | ----- | ----- | ----- | ----- | ----- |
| 1 096 | 1 097 | 1 113 | 1 112 | 1 058 | 1 253 | 1 214 | 1 250 | 1 213 |

| 1856  | 1861  | 1866  | 1872  | 1876  | 1881  | 1886  | 1891  | 1896  |
| ----- | ----- | ----- | ----- | ----- | ----- | ----- | ----- | ----- |
| 1 283 | 1 385 | 1 311 | 1 245 | 1 258 | 1 247 | 1 265 | 1 265 | 1 302 |

| 1901  | 1906  | 1911  | 1921  | 1926  | 1931  | 1936  | 1946  | 1954 |
| ----- | ----- | ----- | ----- | ----- | ----- | ----- | ----- | ---- |
| 1 291 | 1 229 | 1 247 | 1 119 | 1 062 | 1 065 | 1 069 | 1 010 | 876  |

| 1962 | 1968 | 1975 | 1982 | 1990 | 1999 | 2006 | 2008 | 2013 |
| ---- | ---- | ---- | ---- | ---- | ---- | ---- | ---- | ---- |
| 841  | 718  | 647  | 596  | 535  | 539  | 585  | 598  | 547  |

| 2018 | 2022 | - | - | - | - | - | - | - |
| ---- | ---- | - | - | - | - | - | - | - |
| 546  | 549  | - | - | - | - | - | - | - |

## Culture locale et patrimoine

### Lieux et monuments

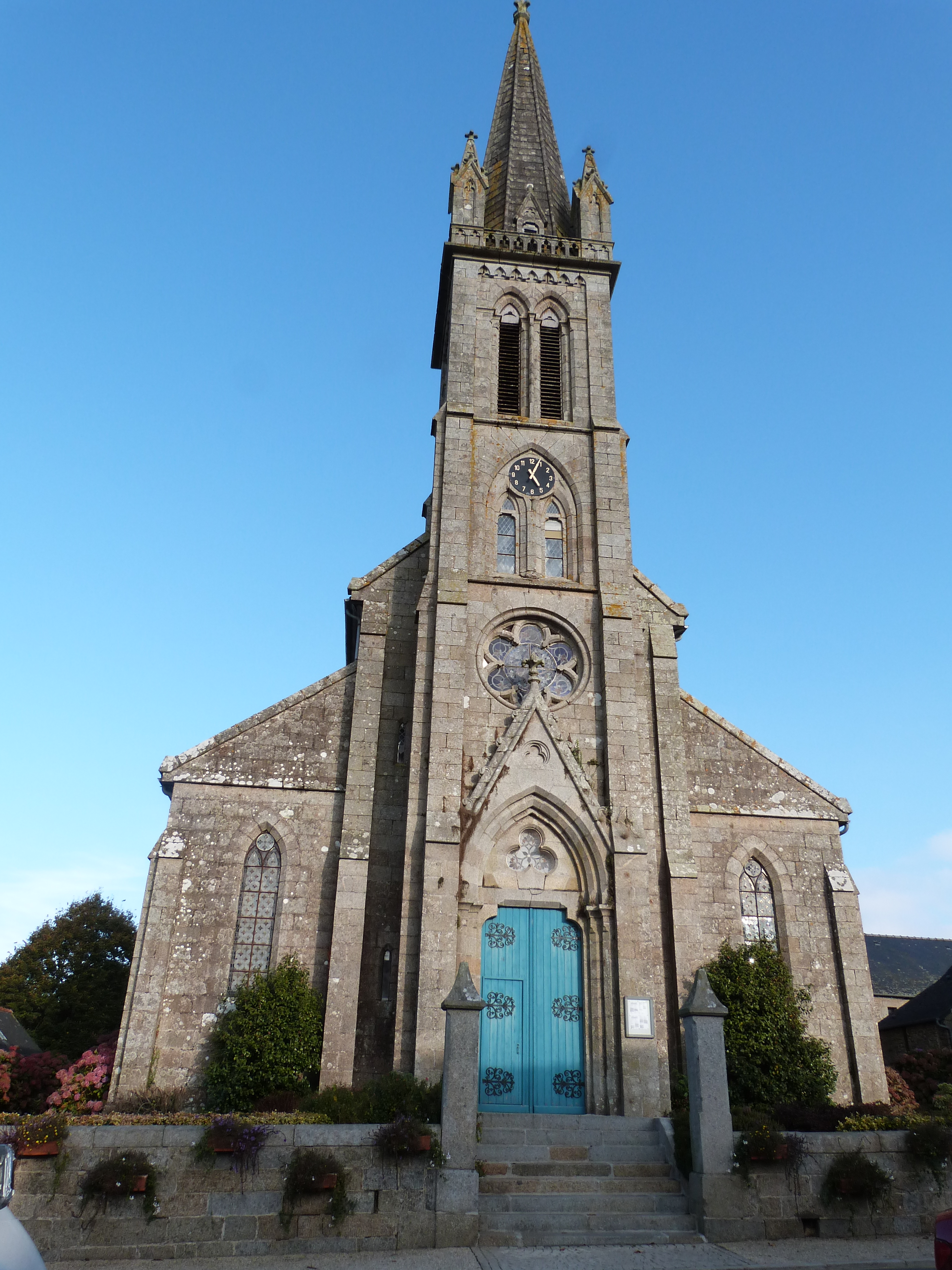
L'église.

- Allée couverte de Ville-Menot.
- Menhir dit Le Vau-Janot.
- Église Notre-Dame (XIXe siècle).
- Chapelle Saint-Guenaël (1875).
- Chapelle Sainte-Anne.

### Personnalités liées à la commune
- Pierre Deshayes (1918-2011), résistant français, Compagnon de la Libération, commandeur de la Légion d'Honneur, médaillé de la Distinguished Service Order (Royaume Uni), officier de l'Ordre de Leopold (Belgique) est né dans la commune.